# Courson-les-Carrières
Courson-les-Carrières település Franciaországban, Yonne megyében. Lakosainak száma 895 fő (2022. január 1.). Courson-les-Carrières Merry-Sec, Festigny, Surgy, Andryes, Charentenay, Coulanges-sur-Yonne, Druyes-les-Belles-Fontaines, Fouronnes, Mailly-le-Château, Mouffy és Les Hauts de Forterre községekkel határos.

## Népesség
A település népességének változása:
| Lakosok száma | 869  | 913  | 955  | 942  | 940  | 939  | 924  | 910  | 895  |
|               | 2013 | 2015 | 2016 | 2017 | 2018 | 2019 | 2020 | 2021 | 2022 |